# Oi Futuro
O Instituto Oi Futuro  é o instituto de inovação e criatividade para impacto social da empresa de telecomunicações Oi e atua como um laboratório para cocriação de projetos transformadores nas áreas de Educação, Cultura e Inovação Social. Por meio de iniciativas e parcerias em todo o Brasil, o instituto estimula o potencial dos indivíduos e das redes para a construção de um presente com mais inclusão e diversidade.

### Áreas de atuação
Na área de Educação, o Oi Futuro investe em novas formas de aprender e ensinar com o NAVE (Núcleo Avançado em Educação), programa que já formou mais de 2,8 mil jovens desde 2006 e foi reconhecido como uma das escolas mais inovadoras do mundo em 2013, quando passou a integrar o grupo "Microsoft Schools World Tour" .
Desenvolvido em parceria com as Secretarias de Estado de Educação do Rio de Janeiro e de Pernambuco, o programa é desenvolvido no NAVE/CEJLL - Núcleo Avançado em Educação / Colégio Estadual José Leite Lopes (RJ) e na Escola Técnica Estadual Cícero Dias (PE) na modalidade de Ensino Médio Integrado ao Profissional, com foco nas economias criativa e digital. As duas unidades do NAVE funcionam como laboratórios de criação e experimentação de metodologias pedagógicas inovadoras , disseminadas por meio de cursos de formação oferecidos gratuitamente a educadores da rede pública, em áreas como Robótica e Midiaeducação. A iniciativa também produz conteúdos para educadores, entre eles a publicação digital “E-NAVE - Guia de Práticas Pedagógicas Inovadoras”, que teve sua segunda edição lançada em 2019 .
No segmento da Cultura, o instituto mantém o Centro Cultural Oi Futuro, no Rio de Janeiro, com uma programação que valoriza a produção de vanguarda e a convergência entre arte contemporânea e tecnologia. A unidade abriga o MUSEHUM – Museu das Comunicações e Humanidades , antigo Museu das Telecomunicações, três galerias, um teatro multiúso  com capacidade para 63 espectadores, além de uma cafeteria.
Em 2019, o Instituto Oi Futuro apresentou a pesquisa “Museus: narrativas para o Futuro” , que fez um raio-x da percepção dos brasileiros sobre museus. O estudo, realizado em parceria com a empresa Consumoteca, aponta que metade dos entrevistados vai a museus a cada dois anos ou menos e considera os espaços sem novidades e elitizados. A pesquisa levantou ainda as dinâmicas comportamentais do público pelo Brasil com o intuito de mapear novos interesses nos ambientes culturais urbanos.
Há 16 anos, o Oi Futuro gerencia o Programa Oi de Patrocínios Culturais Incentivados , responsável por selecionar projetos em todas as regiões do país por meio de edital público. Desde 2003, foram mais de 2.500 projetos culturais apoiados instituto, que beneficiaram milhões de espectadores. O instituto também criou e mantém o LabSonica, laboratório de experimentação sonora e musical, localizado na unidade do Rio de Janeiro, no Lab Oi Futuro , e o Oi Kabum! Lab, que promove a formação de jovens de periferia no campo da arte e tecnologia.
Nascido numa confluência entre as áreas de Cultura e Inovação Social, o Lab Oi Futuro  é um espaço de criação, experimentação e colaboração, idealizado para impulsionar criadores de diversas áreas e startups de impacto social de todo o Brasil, selecionados por editais públicos. Com mais de 500m², localizado no prédio administrativo do Oi Futuro (Rua Dois de Dezembro), o laboratório oferece – por meio das iniciativas LabSonica  e Labora  – estrutura física e suporte técnico necessários para que seus participantes viabilizem seus projetos em um ambiente que estimula a produção colaborativa e a inovação.
Na área de Inovação Social, o Oi Futuro criou o Labora , laboratório dedicado à conexão e ao fortalecimento de empreendedores, negócios e organizações comprometidos com o impacto social. Lançado em 2017, o Labora é um ambiente de aprendizagem, criação e articulação e oferece ciclos de aceleração para startups e organizações sociais selecionados por editais públicos, além de uma agenda contínua de workshops, cursos, seminários e palestras para o público em geral. Já foram 80 negócios e organizações acelerados, com mais de 400 empreendedores impactados. A iniciativa também faz parte da estrutura do Lab Oi Futuro, no Rio de Janeiro.  

### MUSEHUM (Museu das Comunicações e Humanidades)
O MUSEHUM é uma evolução do Museu das Telecomunicações (em atividade desde 2007) e fica no Rio de Janeiro, no sexto nível do Centro Cultural Oi Futuro, no bairro do Flamengo. O local passou por obras de modernização e foi reaberto ao público em janeiro de 2020 , com nova proposta conceitual e instalações totalmente remodeladas. O espaço original nasceu como Museu do Telephone, em 1981.  

### Atrações
Com um acervo de mais de 130 mil peças , o museu tem cerca de 450 itens em exposição permanente e oferece entrada gratuita. O espaço é reconhecido por suas experiências únicas e imersivas, com atrações interativas customizáveis e acesso a novas tecnologias. O MUSEHUM busca colocar o visitante no centro da experiência, para contemplá-lo como parte integrante do repertório, e centra a narrativa nas relações humanas, entendendo que para falar de da evolução tecnológica é preciso tratar da troca de conhecimentos e abordar o impacto da expansão da conectividade na sociedade .
Desde junho de 2020, em meio ao isolamento social adotado contra a pandemia do novo coronavírus, o instituto conta também com uma plataforma digital de exposição. O Acervo Online MUSEHUM  expõe mais de 3.800 itens inéditos da coleção , entre fotografias históricas, objetos e documentos.  O portal foi criado para ampliar o acesso ao acervo, preservar a memória, abrir novas formas de interação com o público e provocar novas experiências, com trilhas digitais de visitação.     
O museu oferece ainda um tour virtual imersivo, com tecnologia de fotografia 360º . A ferramenta também gratuita foi lançada em agosto de 2020 e permite ao público explorar o espaço, o acervo exposto e parte de suas atrações.

### Linha do tempo
1981 – O Museu do Telephone é inaugurado no prédio centenário da Rua Dois de Dezembro, onde funcionava a estação telefônica Beira-Mar, uma das principais do Rio de Janeiro nos primórdios da telefonia brasileira.  
2001 - Criação do Instituto Telemar, que mais tarde tornou-se o instituto Oi Futuro .
2005 - Abertura do Centro Cultural Telemar, rebatizado posteriormente de Centro Cultural Oi Futuro.
2007 – O museu ganha uma perspectiva mais ampla, virando o Museu das Telecomunicações, passando a abordar a expansão da internet, da telefonia celular e da indústria de telecom.  
21 de janeiro de 2020 – Reinauguração do espaço, que, sob nova proposta conceitual, recebe o nome de MUSEHUM – Museu das Comunicações e Humanidades.